# Blepharis ogadenensis
Blepharis ogadenensis är en akantusväxtart som beskrevs av K. Vollesen. Blepharis ogadenensis ingår i släktet Blepharis och familjen akantusväxter. Inga underarter finns listade i Catalogue of Life.